# Ovodda
Ovodda – miejscowość i gmina we Włoszech, w regionie Sardynia, w prowincji Nuoro.
Według danych na rok 2004 gminę zamieszkiwało 1729 osób, 43,2 os./km². Graniczy z Desulo, Fonni, Gavoi, Ollolai, Teti i Tiana.